# Born From Pain
Born from pain — голландская хардкор-панк-группа, образованная в 1997 году. Группа добилась значительной популярности на мировой хардкор-сцене, гастролируя по всему миру. На протяжении длительного периода времени коллектив выступал на одной сцене с такими Hatebreed, Madball, Zero Mentality, Six Feet Under, Soulfly, Agnostic Front и Slayer. В марте 2007 года давний фронтмен Че покинул группу по личным причинам и был временно заменён фронтменом First Blood Карлом Шварцом, а после Скоттом Вогелом из группы Terror. Вскоре Born From Pain нашли постоянного вокалиста в Кевина Отто из немецкого дэткор-коллектива End of Days. Отто не желал долго участвовать в группе и был заменён на бас-гитариста Роба Френсина, а его обязанности взял на себя Андрис Бекерс из The Setup, позднее заменённый на Пита Горлитза. Коллектив является одной из ведущих европейских хардкор-групп.

## Состав

### Настоящий состав
- Роб Френсин — вокал (с 2008), бас (с 1997-2008)
- Доминик Страммен — гитара (с 2005)
- Карл Филдхаус — гитара (с 2003)
- Пит Горлитз — бас-гитара (с 2010)
- Игорь Воутерс — ударные (с 2010)

### Бывшие участники
- Чи Снилтинг — вокал (1997 - 2007)
- Кевин Отто — вокал (2007)
- Карл Шварц — вокал (2007)
- Скотт Вогел — вокал (2007)
- Серви Олислегерс — гитара (1997 - 2001)
- Стефан Вн Нирвин — гитара  (1997 - 2006)
- Мартин Моритз — гитара (2001 - 2003)
- Андрис Бекерс — бас (2008-2010)
- Рой Моннен — ударные (2008-2010)
- Питер Хендрикс — ударные (2003–2004)
- Воутер Алерс — ударные (1997 - 2003)
- Роел Кломп — ударные (2004-2008)

## Дискография

### Студийные альбомы
- Reclaiming The Crown (2002)
- Sands of Time (2003)
- In Love With The End (2005)
- War (2006)
- Survival (2008)
- The New Future (2012)
- Dance With The Devil (2014)
- True Love (2019)

### Мини-альбомы
- Immortality (1998)